# Point of Entry
Point of Entry (с англ. — «Точка отсчёта») — седьмой студийный альбом британской группы Judas Priest. Был выпущен 26 февраля 1981 года. В 2001 году альбом был переиздан (ремастеринг).
Обложки этого альбома, изданного в США и в Европе, отличаются. Это отличие сохранилось и при переиздании.
Первые три песни с альбома «Don’t Go», «Hot Rockin’» и «Heading Out to the Highway» были выпущены как синглы, к которым были засняты музыкальные видео.

## Обложка
На конверте европейского издания альбома был изображён «красочный и завораживающий вид футуристического металлического крыла над горизонтом», созданный Рославом Шайбо из CBS. Обложка, которая была представлена на рынках Канады, США, Австралии, Бразилии, Гонконга и Японии, была разработана Джоном Бергом из Columbia Record. Изображение на ней представляло собой пустынный пейзаж с холмами на горизонте, центральной осью которого был бесконечный рулон фальцованной бумаги, размотанный в сторону холмов и создающий образ уходящей вдаль автострады. «Обложка была ужасной. — прореагировал гитарист Глен Типтон, — И мы должны винить в этом руководство, потому что они недостаточно изучили рынок предложений, чтобы найти более подходящий вариант. Американское изображение было другим, но оно было ещё хуже!».

## Значение
В марте 2024 года американский онлайн-ресурс Loudwire опубликовал обновлённый рейтинг дискографии группы из 19 студийных альбомов и разместил этот диск в нём на 14-м месте.

## Список композиций
Все песни написаны Робом Хэлфордом, Гленном Типтоном и Кей Кей Даунингом за исключением указанных особо.
1. «Heading Out to the Highway[англ.]» — 3:47
2. «Don’t Go» — 3:18
3. «Hot Rockin’» — 3:17
4. «Turning Circles» — 3:42
5. «Desert Plains» — 4:36
6. «Solar Angels» — 4:04
7. «You Say Yes» — 3:29
8. «All the Way» — 3:42
9. «Troubleshooter» — 4:00
10. «On the Run» — 3:47

### 2001 Bonus Tracks
1. «Thunder Road» (Хэлфорд, Типтон) — 5:12
2. «Desert Plains» (Live) — 5:03

## Состав группы
Judas Priest:
- Роб Хэлфорд — вокал
- Гленн Типтон — гитара
- Кей Кей Даунинг — гитара
- Иэн Хилл — бас-гитара
- Дэйв Холланд — ударные

Технический персонал:
- Том Аллом[англ.] — музыкальный продюсер, сведе́ние
- Judas Priest — музыкальный продюсер
- Луи Остин — звукорежиссёр
- Рэй Стафф[англ.] — инженер мастеринга[англ.]

## Позиции в хит-парадах
Годовые чарты:
| Хит-парад (1981)                   | Позиция |
| ---------------------------------- | ------- |
| США (Billboard Top Popular Albums) | 94      |

## Сертификации
| Регион                                                      | Сертификация | Продажи  |
| ----------------------------------------------------------- | ------------ | -------- |
| Великобритания (BPI)                                        | Серебряный   | 60 000^  |
| США (RIAA)                                                  | Золотой      | 500 000^ |
| ^ Данные о тиражах приведены только на основе сертификации. |              |          |